# RC CSKA Moscou
Dernière mise à jour : 3 janvier 2021.
RC CSKA Moscou est un club russe de rugby à XV de la ville de Moscou, en Russie. Il participe à la Professional Rugby League, le championnat de première division russe pour la saison 2020-2021. 

## Historique
Le club est fondé en juillet 2014. Il fait partie du grand club omnisports russe, le CSKA Moscou. Il a pour objectif de développer une centaine de sections pour les enfants autour de Moscou. En 2020, il compte déjà 500 enfants licenciés.
Son équipe fanion va rapidement gravir les échelons, au sein des ligues moscovites puis en deuxième division russe, avant d'intégrer l'élite pour l'année 2020. Pour cette première saison dans l'élite, le club peut notamment compter sur le soutien de Vasily Artemiev, international russe ayant notamment jouant en Premiership.

## Palmarès
- Deuxième division russe 2019
- Deuxième division moscovite 2017

## Joueurs emblématiques
- Vasily Artemyev